# Заварино
Заварино — опустевшая деревня в Макарьевском районе Костромской области. Входит в состав Нежитинского сельского поселения.

## География
Находится в юго-восточной части Костромской области на расстоянии приблизительно 58 км на юг-юго-запад по прямой от районного центра города Макарьев недалеко от левого берега Нёмды.

## История
Известна с 1897 года, в 1907 году отмечено было 9 дворов. Перед Великой Отечественной войной дворов уже было 12.

## Население
Постоянное население составляло 39 человек (1897), 47 (1907), 0 как в 2002 году, так и в 2010.